# Dave Gelly
David „Dave“ Gelly (* 28. Januar 1938 in Bexleyheath, Kent) ist ein britischer Jazzautor und Musiker (Tenorsaxophon, Klarinette, Bassklarinette) des Modern Jazz.

## Leben und Wirken
Gelly spielte als Schüler Klarinette und wechselte dann zum Altsaxophon. Während seines Anglistik- und Anthropologie-Studiums in Cambridge leitete er die Cambridge University Jazz Band, mit der er 1961 den Wettbewerb zwischen den britischen Hochschulen gewann. Während des Studiums wechselte er zum Tenor und leitete eine eigene Band, mit der er von 1960 bis 1962 regelmäßig auftrat. Dann zog er wieder nach London, wo er Mitglied von Blues by Six (mit Charlie Watts) und ab 1964 des New Jazz Orchestra wurde. Auch leitete er mit Art Themen ein Quintett, dann mit Barbara Thompson. Anschließend arbeitete er mit Frank Ricotti. Als Studiomusiker war er an Aufnahmen von McGuinness Flint und Keith Emerson beteiligt; auch tourte er mit Bluesmusikern wie Champion Jack Dupree. Er wirkte ferner in Projekten von Jeff Scott, Neil Ardley und Alan Cohen, bevor er mit Brian Priestley in Stylus spielte. 1974 begann er für The Observer über Jazz zu berichten; auch moderierte er Jazzprogramme für die BBC. Seit 1986 veröffentlichte er Bücher über Jazzmusiker. Daneben leitete er eigene Gruppen und trat mit den Swing Beans auf.
Gelly ist mit der Sängerin Annie Bright verheiratet.

## Preise und Auszeichnungen
1999 wurde Gelly in den British Jazz Awards als Jazzautor des Jahres gewürdigt. Er wurde 2005 als Member des Order of the British Empire (MBE) ausgezeichnet.

## Buchveröffentlichungen
- The Giants of Jazz. Macmillan, 1987, ISBN 0-02-870681-1.
- The Gramophone Jazz Good CD Guide, mit Alun Morgan, Keith Shadwick, Steve Voce, Brian Priestley. Gramophone Publications, 1995.
- The Sax & Brass Book. Saxophones, Trumpets, and Trombones in Jazz, Rock, and Pop mit Brian Priestley und Paul Trynka. Balafon Books, 1998.
- Icons of Jazz. A History in Photography 1900–2000. Thunderbay 2000, ISBN 978-1-57145-268-9.
- Masters Of Jazz Saxophone. The Story Of The Players And Their Music mit Dave Alexander. Backbeat Books, 2000, ISBN 978-0-87930-622-9.
- Stan Getz – Nobody Else But Me. Backbeat Books, 2002, ISBN 978-0-87930-729-5.
- Django Reinhardt. Know the Man, Play the Music mit Rod Fogg. Backbeat Books, 2005, ISBN 978-0-87930-837-7.
- Being Prez. The Life and Music of Lester Young. Oxford University Press, 2007, ISBN 978-0-19-533477-7.

## Diskographische Hinweise
- Neil Ardley, Dave Gelly, Jon Hiseman, Ian Carr, Henry Lowther, Barbara Thompson, Norma Winstone: Mike Taylor Remembered. 1973.
- Dave Gelly's Easy Swing: Strike A Light. 2002.

## Lexigraphische Einträge
- John Chilton Who’s Who in British Jazz. Continuum International Publishing Group, 2004, ISBN 0-8264-7234-6.